# تپه مرزیجران
تپه مرزیجران مربوط به دوره اشکانیان - دوره ساسانیان است و در شهرستان اراک، بخش مرکزی، دهستان امیریه، روستای مرزیجران واقع شده و این اثر در تاریخ ۲۶ اسفند ۱۳۸۷ با شمارهٔ ثبت ۲۶۱۰۴ به‌عنوان یکی از آثار ملی ایران به ثبت رسیده است.